# Битва при Луццаре
Битва при Луццаре (нем. Schlacht bei Luzzara; фр. Bataille de Luzzara) — сражение, состоявшееся 15 августа 1702 года у города Луццара в Северной Италии в ходе войны за испанское наследство между французской и австрийской армиями. Окончилась неопределённым исходом.

## Развёртывание
В конце июля 1702 года герцог Вандом решил атаковать австрийского генерала Висконти у Сен-Виттории на реке Кростело. Застигнутый врасплох отряд Висконти пытался оказать сопротивление, но был отброшен к Гвасталле с потерею 600 человек убитыми и ранеными, 400 пленными. Французы потеряли около 200 человек. Поражение, нанесённое 26 июля 1702 года при Сен-Виттории Вандомом Висконти, заставило принца Савойского снять осаду Мантуи.
Принц Евгений Савойский, несмотря на то, что уступал в силах, намереваясь прикрыть герцогства Мантую и Мирандолу, решился отважиться на бой. В ночь на 1 августа австрийцы переправились через По и потянулись к Солето. В начале августа его армия (11 тысяч пехоты и 9 тысяч кавалерии) располагалась фронтом на юг в лагере при Солето, где располагалась главная квартира, на правом берегу реки По. У Боргофорте он имел мост через эту реку, прикрываемый тет-де-поном с гарнизоном в 4 тысячи пехоты и 100 коней. Кроме того, около 3,5 тысяч человек в Брешелло и по несколько сот человек в Остилии, Мирандоле и Гвасталле. Луццара, где также находился мост на судах через По, также была занята 500 человеками.
К тому времени французы под командованием герцога Анжуйского и Вандома имели главные силы (19 тысяч пехоты и 10 тысяч кавалерии) также на правом берегу По, у Новеллары и Тесты, и отдельный отряд Водемона (8 тысяч пехоты и 4 тысячи кавалерии) на левом берегу, напротив Боргофорте. 28 июля Вандом выступил из Сен-Виттории в Новеллару, выделил небольшой отряды для занятия Реджио, Карпи, Модены и Кореджио и надеясь притянуть к себе часть войск Водемона (занявшего тем временем Монтанаро и Куртатоне), дабы продолжать наступление в направлении Боргофорте.
14 августа, получив от Водемона 7 тысяч подкреплений, армия Вандома (до 30 тысяч, 49 батальонов и 103 эскадронов) выступила к Луццаре. Пользуясь превосходством сил, Вандом решил 15 августа двинутся вперёд и 16 августа атаковать принца Евгения в его лагере, предписав в то же время Водемону атаковать Боргофорте, против которого ещё 13 августа был открыт артиллерийский огонь. Таким образом французы надеялись захватить единственную переправу в тылу имперцев, прижать их к реке и заставить капитулировать.
Армия французов выступила в 1 ночи 15 августа. Герцог Вандом выступил с авангардом, состоящим из 24 гренадерских рот и нескольких кавалерийских полков. Остальная армия была разбита на две колонны. Правой командовал герцог Анжуйский, левой генерал Тессе. К 8 часам утра 15 августа они прибыли к Луццаре, где нашли небольшой замок-башню, где заперлись 400 имперцев. Потребовав сдачи от австрийского коменданта барона фон Шлейтендорфа, герцог Вандом, обложив замок, решился встать лагерем по другую сторону Луццары. Сам же, выехав вперёд на рекогносцировку, обнаружил рядом всю наступавшую австрийскую армию.
Со своей стороны принц Евгений, получив известие о наступлении французов, в 10 часов утра двинулся к Луцаре из Солето (25 тысяч, 38 батальонов, 80 эскадронов и 57 орудий) решив предпринять неожиданное нападение.
От Боргофорте на юг к Луццаре шли две дороги. Параллельно им на расстоянии около километра от реки шла большая дамба, предназначенная для защиты полей от наводнений. От неё, не доходя до Луццары, уходила в юго-западном направлении дамба поменьше. Обе дамбы были связаны между собой несколькими поперечными насыпями. Полоса же земли между ними была вспахана, прорезана канавами и обсажена деревьями. Сама Луццара состояла из замка, обнесённого полуразрушенным валом и рвом и собственно городом, наружная ограда которого была в ещё худшем состоянии. Вокруг было разбросано несколько ферм и отдельно стоящих зданий, всё пространство между которыми было засажено виноградниками и тутовыми плантациями, изрезанными канавами. Вандом выставил на большой дамбе батарею, а по её сторонам пехоту, прикрыв фланги последней кавалерией, он выдвинул влево 8 батальонов и 4 эскадрона для занятия меньшей дамбы, откуда представлялась возможность взять неприятеля во фланг в случае его наступления на центральную позицию.

## Ход битвы
Первоначально принц Евгений планировал скрытно подойти к большой дамбе и, спрятавшись за ней, дождаться того момента, когда противник начнёт разбивать лагерь, однако скрытно выполнить этот план не удалось. Узнав о приближении имперцев, Вандом построил армию в боевой порядок. Несмотря на это, принц Евгений решился атаковать и противопоставил батарее противника свою, равную по численности. Его армия двигалась двумя колоннами: левая Штаремберга из войск первой линии и правая Коммерси из войск второй линии. Левая колонна выступила раньше и, так как её путь был короче, то она подошла к Луццаре на 1,5 часа раньше правой и была вынуждена дожидаться до 16:30, когда нападение уже не могло совершиться совершенно неожиданно. Ввиду позднего времени нечего было и думать о нормальном построении боевого порядка по линиям, и принц Евгений приказал левой колонне составить левый фланг восточнее большой дамбы, а правой колонне — правый, западнее её. Опасаясь за путь отступления на Солето, которому угрожал выдвинутый вперёд левый фланг противника, принц решил произвести главную атаку правым флангом и усилил его 9 батальонами и 8 эскадронами из войск левого фланга. Напротив дамбы было выставлено 4 орудия, которые и открыли в 17:00 двумя выстрелами сражение. Французы немедленно ответили, и около часа шёл артиллерийский бой.
В районе 6 часов вечера Коммерси двинул вперёд несколько батальонов. Вследствие пересечённой местности имперцам трудно было развернуться, почему бой вскоре разбился на несколько отдельных стычек. Головные батальоны смело двинулись вперёд, но были атакованы с фланга незамеченными до тех пор французскими (пьемонтскими) частями, занимавшими малую дамбу. Они пришли в расстройство, причём сам Коммерси был смертельно ранен. Блестящая атака французских драгун опрокинула их окончательно, и только поддержка войск князя Лихтенштейна позволила произвести повторную атаку, вытеснив противника из рвов и кустарника. Но и вторая атака захлебнулась. Видя это, принц Евгений прискакал на правый фланг, устроил войска и, поддержав их новыми подкреплениями, приказал повторить атаку. На этот раз она была поддержана тремя датскими батальонами, пришедшими с левого фланга под командованием генерала Ройнсбурга. Эта атака также была отражена и только в 4-й атаке после ожесточённого боя австрийцам удалось, наконец, дойти до линии французского расположения, а полк Гутенштейна успел даже прорваться через окопы, только пьемонтцы удержались на своём месте, но в этот момент 4 кавалерийских полка Безона атаковали имперцев, опрокинули их и остановили наступление. К 9 часам вечера на этом пункте австрийцы продвинулись всего на километр и бой начал ослабевать.
В центре обе стороны сражались очень упорно и долго. Оба начальника — князь Лихтенштейн и Креки — выбыли из строя. Смерть последнего произвела некоторое замешательство среди французов, но прибытие самого Вандома и поддержка тремя спешенными драгунскими полками ободрила их.
На левом фланге австрийцев граф Штаремберг также перешёл в наступление. Здесь стояла тяжёлая кавалерия французов и несколько спешенных драгунских полков. Отбитый со значительными потерями Штаремберг получил в подкрепление 4 кирасирских и 2 драгунских полка под командованием принца де Водемона и генерала Висконти. 17 австрийских эскадронов под командой Водемона направились в охват правого фланга войска Вандома, оставив в резерве всего 8 эскадронов. Французская конница была опрокинута, пехота стала колебаться. Тогда Штаремберг начал наступление пехотой с фронта. Французская пехота встретила его залпами из рвов и из-за заборов. 3 спешенных эскадрона карабинеров задерживали усиленным огнём наступление имперской кавалерии. Однако имперская пехота продолжала медленно продвигаться вперёд. Но около 21:00 она была атакована свежим ирландским батальоном и жандармами и была опрокинута. На выручку бросились все 25 эскадронов де Водемона, завязалась отчаянная рукопашная схватка, пользуясь которой, Штаремберг успел привести всю свою пехоту в порядок и вынудить французов несколько отступить.

## Результаты
Таким образом, к полуночи всё поле боя было в руках принца Евгения, но о возобновлении битвы не могло быть и речи вследствие сильного утомления войск и наступления темноты. Обе стороны приписывали победу себе. Потери: австрийцев — 2700 человек убитыми и ранеными; французов — около 3—5 тысяч. Имперцы взяли 6 знамён и 1 штандарт. Однако Луццара после 11-дневной осады была взята французскими войсками.